# Басейн (фільм, 1969)
«Басейн» (фр. La Piscine) — французько-італійський фільм 1969 року режисера Жака Дере. У 2015 році подібна історія була екранізована італійським кінорежисером Лукою Гуаданьїно у його фільмі «Великий сплеск».

## Сюжет
Безробітний письменник Жан-Поль та журналістка Маріанна насолоджуються своїм коханням у віллі з басейном поблизу Сен-Тропе. Ідилію перериває несподіваний телефонний дзвінок від їхнього друга Гаррі. З його приїздом зростає напруженість, оскільки він колишній коханець Маріанни. Становище стає ще складнішим, оскільки він привіз з собою 18-річну дочку Пенелопу, про існування якої ні Жан-Поль, ні Маріанна нічого не знали.

## Ролі виконують
- Ален Делон — Жан-Поль Лерой
- Ромі Шнайдер — Маріанна
- Моріс Роне[fr] — Гаррі Ланьє
- Джейн Біркін — Пенелопа Ланьє
- Поль Кроше — інспектор Левек

## Навколо фільму

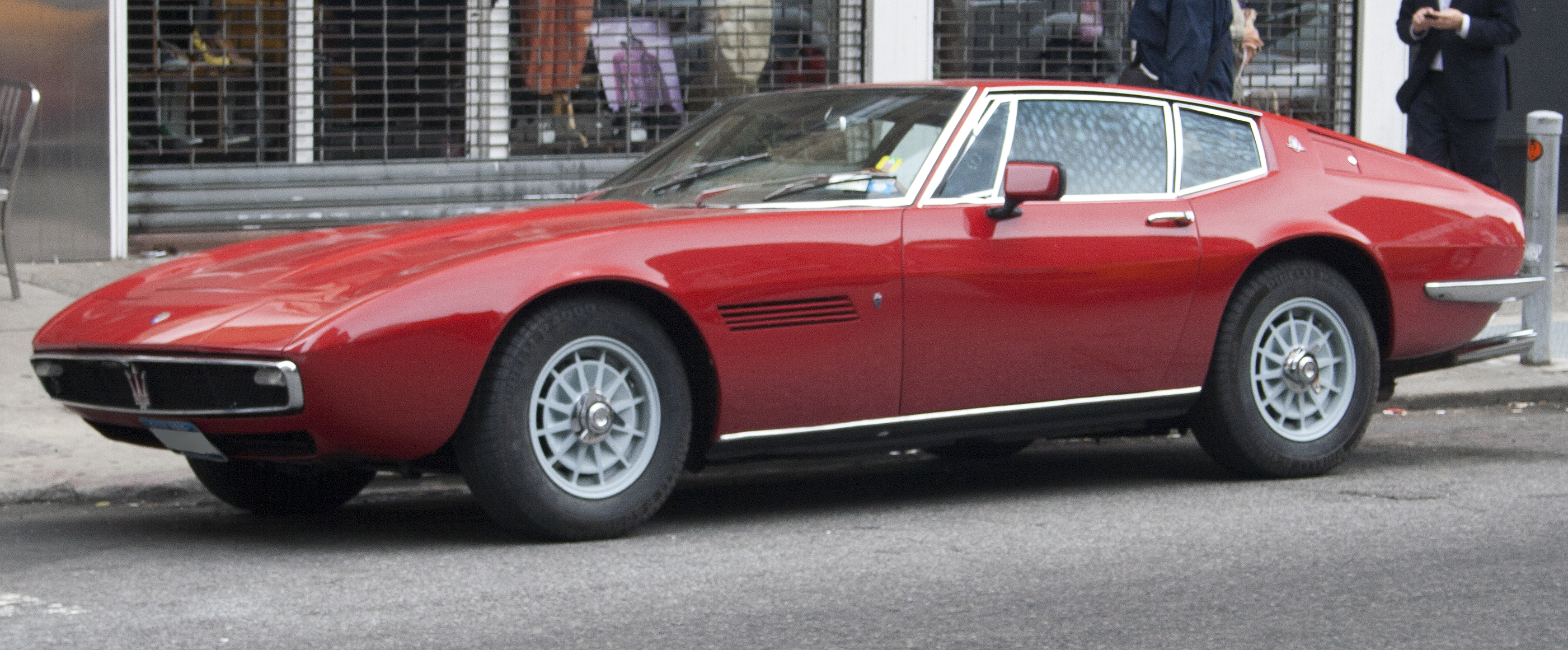
Автомобіль «Мазераті» 1967 року

- У своєму інтерв'ю 2011 року Ален Делон сказав, що не може переглядати цей фільм, оскільки його колишня кохана Ромі Шнайдер та добрий товариш Моріс Роне передчасно померли за трагічних обставин.
- Цей фільм є одним з дев'яти фільмів режисера Жака Дере, у яких брав участь Ален Делон.
- Це четвертий з п'яти фільмів, в яких Ален Делон та Ромі Шнайдер грали разом у 1958—1972 роках.
- Після розлучення з Аленом Делоном Ромі Шнайдер у 1966 році вийшла заміж за режисера Гаррі Майена[de] і покинула кінематограф, щоб виховувати свого сина. Однак, коли Ален Делон запропонував, щоб вона зіграла роль у фільмі «Басейн», вона відновила кінокар'єру.
- Автомобіль героя фільму Гаррі Ланьє — це «Мазераті» випуску 1967 року.